# 薛篤弼
薛 篤弼（せつ とくひつ、1892年 - 1973年7月9日）は、中華民国・中華人民共和国の政治家。北京政府・国民政府（中国国民党）に属し、馮玉祥の配下でもあった。字は子良。

## 事績

### 北京政府時代の活動
公立山西法政学校を卒業し、1911年（宣統3年）に中国同盟会に加入した。1912年（民国元年）の中華民国成立直後は、山西省で審判庁の役職を歴任する。
1914年（民国3年）、馮玉祥率いる陸軍第16混成旅で秘書長兼軍法処処長に任ぜられ、以後、薛篤弼は馮配下として活動する。馮が陝西督軍になると、薛は陝西省内で県長を歴任する。1922年（民国11年）4月、署理陝西省財政庁庁長に任ぜられた。翌月、馮が河南督軍に転じたため、薛もそのまま署理河南省財政庁庁長に横滑りしている。
1923年（民国12年）1月、薛篤弼は北京政府中央に召還され、署理司法部次長に任命された。3月、蒙疆善後委員会委員に任ぜられている。5月に国務院秘書長暫定代理、7月に京師税務監督暫定代理も兼ねた。翌年9月、内務部次長となっている。馮玉祥による北京政変（首都革命）勃発後、薛は王芝祥の後任として京兆尹に起用された。1926年（民国15年）9月、五原誓師により国民軍が国民聯軍に改組されると、薛は国民聯軍総司令部財政委員会委員長の要職に就いている。

### 国民政府時代の活動
1927年（民国16年）6月、河南省政府委員兼財政庁庁長に任ぜられ、同年8月、国民政府の初代内政部部長に抜擢された。翌年1月、河南省民政庁庁長（国民政府内政部長と兼任）に転じている。10月には初代の国民政府衛生部部長となった。1929年（民国18年）3月、中国国民党第3期中央候補執行委員に選出された。1930年（民国19年）、北平で反蔣介石派の中央党部拡大会議が開催されると、薛篤弼もこれに参加し、宣伝部委員に任ぜられた。
反蔣介石戦争終結後、薛篤弼は中国国民党の主流派に復帰した。以後も中央候補執行委員に選出され、第5期途中の1936年（民国25年）7月に中央執行委員に昇格している。1941年（民国29年）7月、行政院全国水利委員会主任委員に任命された（1946年（民国35年）6月、水利委員会委員長に改組）。1947年（民国36年）4月、水利委員会の水利部改組に伴い、そのまま部長となっている。1948年（民国37年）、行憲国民大会代表に選出された。
中華人民共和国成立後、薛篤弼は大陸に留まった。中国人民政治協商会議全国委員会委員、上海法学会理事、上海律師協会副主任、中国国民党革命委員会（民革）中央委員などを歴任している。
1973年7月9日、上海市で死去。享年82。

## 参考文献

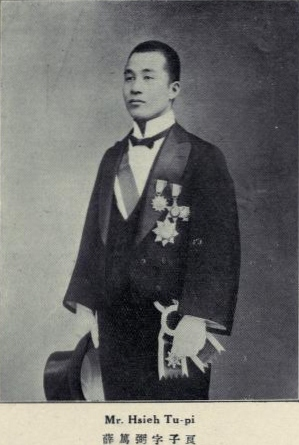
北京政府時代の薛篤弼
Who's Who in China 3rd ed. (1925)